# Crni Potok (Podcrkavlje)
Crni Potok (1910 és 1971 között Crni Potok Brodski) falu Horvátországban, Bród-Szávamente megyében. Közigazgatásilag Podcrkavljéhoz tartozik.

## Fekvése
Bródtól légvonalban 11, közúton 14 km-re, községközpontjától légvonalban 5, közúton 7 km-re északkeletre, Szlavónia középső részén, a Dilj-hegység Čardak nevű csúcsa alatt, a Modronja és Veliki zdenac-patakok völgye közötti dombháton fekszik.

## Története
A település a török uralom idején keletkezett, amikor pravoszláv vlachok az itteni erdős dombháton a fák kiirtása után felépítették házaikat. A török kiűzése során ők eltávoztak, helyükre pedig a 17. század végén és a 18. század elején Boszniából katolikus horvátok települtek.
 A térség 1691-ben szabadult fel végleg a török uralom alól. Az 1698-as kamarai összeírásban „Czernipotok” néven hajdútelepülésként találjuk.
Az egyházi vizitáció feljegyzése szerint 1730-ban 9 ház volt a településen, ahol egy szerény fakápolna állt. Később mind a házak, mind a lakosság száma növekedett. 1760-ban az egyházi vizitáció 12 házzal, 17 családdal és 96 katolikus lakossal említi.
 Az 1780-as katonai leírás szerint fakápolnája a falu kívül állt.
Az első katonai felmérés térképén „Czerni Potok” néven található. Lipszky János 1808-ban Budán kiadott repertóriumában „Czernipotok” néven szerepel. Nagy Lajos 1829-ben kiadott művében „Czernipotok” néven 22 házzal, 117 katolikus vallású lakossal találjuk. A katonai közigazgatás megszüntetése után 1871-ben Pozsega vármegyéhez csatolták.
A településnek 1857-ben 101, 1910-ben 103 lakosa volt. Pozsega vármegye Bródi járásának része volt. Az 1910-es népszámlálás adatai szerint lakossága horvát anyanyelvű volt. Az első világháború után 1918-ban az új szerb-horvát-szlovén állam, majd később (1929-ben) Jugoszlávia része lett. 1991-től a független Horvátországhoz tartozik. 1991-ben teljes lakossága horvát nemzetiségű volt. 2011-ben a településnek már nem volt állandó lakossága.

## Lakossága
| Lakosság változása | Lakosság változása | Lakosság változása | Lakosság változása | Lakosság változása | Lakosság változása | Lakosság változása | Lakosság változása | Lakosság változása | Lakosság változása | Lakosság változása | Lakosság változása | Lakosság változása | Lakosság változása | Lakosság változása | Lakosság változása |
| ------------------ | ------------------ | ------------------ | ------------------ | ------------------ | ------------------ | ------------------ | ------------------ | ------------------ | ------------------ | ------------------ | ------------------ | ------------------ | ------------------ | ------------------ | ------------------ |
| 1857               | 1869               | 1880               | 1890               | 1900               | 1910               | 1921               | 1931               | 1948               | 1953               | 1961               | 1971               | 1981               | 1991               | 2001               | 2011               |
| 101                | 113                | 88                 | 96                 | 97                 | 103                | 115                | 117                | 110                | 114                | 95                 | 23                 | 11                 | 5                  | 0                  | 0                  |

## Nevezetességei
A Kisboldogasszony tiszteletére szentelt római katolikus kápolnája.